# Vredens dag
Vredens dag  (latín: Dies irae o Día de ira) es una película dramática danesa de 1943 dirigida por Carl Theodor Dreyer y protagonizada por Lisbeth Movin, Thorkild Roose y Preben Lerdorff Rye. Es una adaptación de la obra de 1909 Anne Pedersdotter de Hans Wiers-Jenssen,  basada en un incidente de 1590, cuando Anne Pedersdotter, la viuda del sacerdote Absalon Pederssøn Beyer, fue acusada de brujería y quemada viva en la ciudad de Bergen.
La película cuenta la historia de una mujer joven que se ve obligada a casarse con un anciano pastor después de que su difunta madre fuera acusada de brujería. Ella se enamora del hijo del pastor y también está bajo sospecha de brujería.
La obra fue producida durante la ocupación nazi de Dinamarca y Dreyer se fue del país a Suecia después de su estreno. Ha recibido críticas muy positivas, a pesar de las iniciales por su ritmo lento.

## Antecedentes
Vredens dag se basa en la obra de teatro Anne Pedersdotter del escritor noruego Hans Wiers-Jenssen. Dreyer vio la obra en la primavera de 1909 en Copenhague, cuando el Folketeatret escenificó la primera versión danesa.  Anne Pedersdotter disfrutó de un gran éxito internacional, atrayendo a un gran público en Noruega, Suecia, Finlandia, el Reino Unido y, no menos importante, en los EE. UU., donde se publicó en dos traducciones diferentes, en 1917 y 1926 (ambas tituladas The Witch), y se escenificó en Broadway. 
El drama se basa en acontecimientos reales, pero Wiers-Jenssen los interpretó con bastante libertad. El verdadero Absalon Beyer es considerado uno de los primeros humanistas importantes  Noruega y representó el nuevo espíritu después de la reforma protestante. Fue también un pionero de las artes dramáticas en Noruega, permitiendo que sus alumnos de la escuela de la catedral de Bergen representaran dramas en latín y noruego. Wiers-Jenssen omitió en su obra por completo este lado de Beyer, y también hizo algunos cambios fácticos distintivos: Absalon Beyer murió a la edad de 47 años en 1575, mientras que se supone que el Absalon de la obra tenía 60 años a su muerte en 1574. Anne, que en realidad fue la única esposa de Absalon y no la segunda, como en la obra; no fue quemada en la hoguera hasta 15 años después de la muerte de su esposo. Fue acusada de causar la muerte de cinco personas. Los testigos fueron amigos y vecinos. Su doncella Elina la acusó de haberla utilizado como caballo, montándola para asistir a un sabbat, donde las brujas habrían planeado incendiar la ciudad. Otros afirmaron que la habían visto en presencia de demonios. Declarada culpable, fue quemada el 7 de abril de 1590. Finalmente, las fuentes históricas no dicen nada acerca de que Ana tuviera una relación con un hijastro. De hecho, ella y Absalon tuvieron ocho hijos, uno de los cuales, un varón, apoyó la quema de su madre en la hoguera. Junto con Lisbeth Nypan, fue quizás la víctima más famosa de una acusación por brujería en Noruega.
Paul Schrader considera que las Kammerspiele ""fueron las precedentes estilísticas inmediatas de las películas de Dreyer... como las escritas por Strindberg... [Ellas] eran íntimas, presentando un drama de ritmo lento entre los miembros de una familia (o grupo social) dentro de una casa (número fijo de habitaciones). Estos eran los límites, tanto físicos como temáticos, en los que se podían sondear las profundidades psicológicas".
Miles Coiner comparó la obra de teatro con la película, señalando que "Es un tributo al genio de Dreyer que haya sido capaz de transformar esta historia barata y reaccionaria de pasión en un tributo a un humanismo anárquico que considera que todos los intentos de reducir a mujeres y hombres a esclavos de la moralidad convencional están vinculados a las fuerzas de la muerte que emanan de familias autoritarias, de la religión, o del estado." 

## Trama
En un pueblo danés en 1623, una anciana conocida como Marte de Herlof es acusada de brujería. Anne, una mujer joven, está casada con el anciano pastor local, Absalon Pedersson, quien está involucrado en los juicios de brujas, y viven en una casa compartida con su estricta y dominante madre Meret. Meret no aprueba a Anne, que es mucho más joven que su marido y tiene aproximadamente la misma edad que el hijo de su primer matrimonio. Anne le da refugio a Marte de Herlof, pero pronto la descubren la en la casa, aunque se presume que se escondió allí sin ayuda. Marte de Herlof sabe que la madre de Anne, ya muerta en el momento de los hechos descritos, también había sido acusada de brujería y se salvó gracias a la intervención de Absalon, que pretendía casarse con la joven Anne. Anne es informada por Marte de Herlof del poder de su madre sobre la vida y la muerte de las personas y se intriga por el asunto.
El hijo de Absalon de su primer matrimonio, Martin, regresa a casa desde el extranjero y él y Anne se sienten inmediatamente atraídos el uno por el otro. Ella no ama a su esposo y piensa que él tampoco la ama. Bajo tortura, Marte de Herlof confiesa la brujería, definida entre otras evidencias como desear la muerte de otras personas. Ella amenaza con exponer a Anne si Absalon no la exonera de un veredicto de culpabilidad, rogándole que la salve como ella salvó a su madre. Marte, después de suplicarle a Absalon por segunda vez, no traiciona su secreto y es ejecutada en la hoguera ante la mirada de los aldeanos. Absalon se siente culpable por haber salvado a la madre de Anne, pero dejando que Marte muriera. Anne y Martin han estrechado clandestinamente su relación, y han cambiado su comportamiento en los últimos días, lo que alimenta las sospechas de Meret sobre el carácter de Anne. Absalon escucha a Anne reírse en compañía de Martin, algo que no ha ocurrido en su tiempo juntos. Lamenta haberse casado con Anne sin haber tenido en cuenta sus sentimientos y verdaderas intenciones, y se lo dice, disculpándose por robarle la juventud y la felicidad.
Se desata una violenta tormenta mientras Absalon está fuera visitando a un joven feligrés moribundo, Laurentius, que había sido maldecido por Herlof's Marte durante el interrogatorio, prediciendo su muerte inminente. Mientras tanto, Anne y Martin están discutiendo sobre el futuro, y ella se ve obligada a admitir que desea la muerte de su esposo, pero solo como un "si" en lugar de algo que realmente deba suceder En ese momento Absalon, de camino a casa, siente "como el toque de la misma muerte". Al regreso de Absalon, Anne le confiesa su amor por Martin y le dice que desea su muerte. Absalon colapsa y muere, gritando el nombre de Martin. Anne grita. A la mañana siguiente, Martin está abrumado por sus propias dudas. Anne declara que ella no tuvo nada que ver con la muerte de su padre, que ella ve como una ayuda providencial desde arriba para liberarla de su miseria actual y su matrimonio infeliz. En el funeral de Absalon, Anne es denunciada por Meret, su suegra, como bruja. Anne inicialmente niega el cargo, pero cuando Martin apoya a su abuela, se ve enfrentada a la pérdida de su amor y confianza, y confiesa en el ataúd abierto de su esposo que lo asesinó y encantó a su hijo con la ayuda del demonio. Su destino parece sellado.

## Elenco
- Thorkild Roose como Absalon Pederssøn
- Lisbeth Movin como Anne Pedersdotter, la segunda mujer de Absalon
- Preben Lerdorff Rye como Martin, hijo de Absalon de su primer matromonio
- Sigrid Neiiendam como Merete, madre de Absalon
- Anna Svierkier como Herlofs Marte
- Albert Høeberg como el obispo
- Olaf Ussing como Laurentius
- Preben Neergaard como Degn
- Kirsten Andreasen
- Sigurd Berg
- Harald Holst
- Emanuel Jørgensen
- Sophie Knudsen
- Emilie Nielsen
- Hans Christian Sørensen
- Dagmar Wildenbrück

## Producción

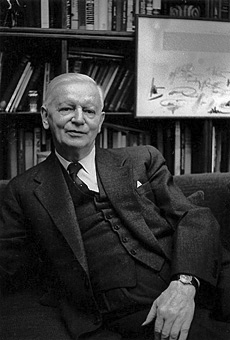
Vredens Dag fue la primera película del director danés Carl Theodor Dreyer desde 1932, después de lo cual abandonó la Dinamarca ocupada por los nazis y pasó el resto de la Segunda Guerra Mundial en Suecia.

Vredens Dag fue la primera película de Dreyer desde Vampyr (1932). Había pasado los once años anteriores trabajando como periodista e intentando sin éxito lanzar proyectos cinematográficos como una adaptación de Madame Bovary, un documental sobre África y una película sobre María Estuardo.
Dreyer había visto por primera vez la obra de teatro Anne Pedersdotter de Wiers-Jenssen en 1925 y había querido adaptarla a la pantalla durante varios años. Difiere ligeramente de la obra original, como la escena en la que Anne y Martin se encuentran y se besan por primera vez. En la obra de Wiers-Jenssen son vacilantes y tímidos, mientras que en la obra de Dreyer son francamente eróticos.
Los productores de la película querían que Dreyer eligiera a Eyvind Johan-Svendsen para el papel de Absalon, pero el pensó que el actor era demasiado "un hombre del Renacimiento" y prefirió elegir a uno que pudiera proyectar la austeridad que él quería. Lisbeth Movin fue elegida después de que se le pidiera reunirse con Dreyer. No se le permitió usar ningún maquillaje, ya que  Dreyer prefirió el aspecto realista. 
En una escena, el personaje de  Anna Svierkier es quemada en la hoguera. Para representar la escena, Svierkier fue atada a una escalera de madera, y Dreyer la dejó allí mientras el resto del elenco y el equipo fueron a almorzar, a pesar de las objeciones de Preben Lerdorff Rye y Thorkild Roose. Cuando regresaron, Svierkier estaba sudando profusamente, lo cual es visible en la película.
Aunque tanto esta película como la mayoría de las otras películas de Dreyer han sido criticadas por ser demasiado lentas, Dreyer explicó que ni su ritmo ni su edición fueron lentos, pero que los movimientos de los personajes en la pantalla si lo fueron, con el objetivo de generar tensión.

## Análisis
El rigor estilístico de Dreyer alcanza su punto máximo en esta perfecta reconstrucción histórica de la Dinamarca del siglo XVII.
Tras rodar Vampyr, Dreyer se propuso realizar películas basadas en una técnica más teatral que la utilizada en sus trabajos anteriores, sin caer en ese género que, casi siempre en un sentido despectivo, se define como "teatro filmado". Vredens dag fue el primero de tres largometrajes que el director dirigió implementando su nueva idea, pero con esta película logra ese "realismo atmosférico"  y esa "tensión que se crea en la calma"  que luego será retomada con resultados igualmente notables en Ordet y Gertrud.
El predominio de los planos interiores subraya la sensación de opresión que se cierne sobre los personajes de la película, y las pocas escenas rodadas al aire libre, lejos de ser liberadoras, contribuyen a aumentar esa misma sensación. Si bien los protagonistas pueden permitirse unos momentos de libertad paseando por el campo o descansando a la orilla del río, estos breves momentos no son más que suspensiones temporales en la continuidad de una vida impregnada de convenciones religiosas, y dominada por relaciones jerárquicas rígidas.
El mundo de Vredens dag es un universo cerrado, donde las personas viven muy juntas en ciudades o pequeños pueblos rodeados de inmensos espacios despoblados, donde la naturaleza, y por lo tanto lo desconocido, reina de forma  suprema. Los paisajes rurales pueden, por tanto, convertirse en una potencia hostil (como en la escena en la que Absalon regresa a casa atravesando el campo azotado por el viento) o transmitir el presentimiento de la incertidumbre y la soledad (Ana abandonada por Martín en un prado rodeado de una espesa niebla).
Cada escena en la película es totalmente funcional al pensamiento del director, quien se propone reorganizar la realidad desde un punto de vista completamente antinaturalista, para dar el máximo protagonismo a los aspectos dramáticos de su obra fílmica. Incluso la historia se pliega a este ideal cinematográfico: la reconstrucción escenográfica de la propia Dinamarca del siglo XVII, aunque muy precisa, está lejos de limitarse a un simple proceso de reproducción de los ambientes domésticos y las costumbres y tradiciones de esa época. Se establece una conexión entre la cultura y la mentalidad del siglo XVII y las del XX, llegando a mostrar la brujería y la magia como fenómenos actuales y “reales”  y haciendo así explícito el conflicto interior entre la aspiración de los hombres a vivir de forma honesta y religiosa y, por otra parte, la necesidad de complacer sus instintos y pasiones.
Dreyer retorna a algunos temas ya presentes en La Pasión de Juana de Arco, especialmente el de la figura femenina que sufre a causa de la sociedad en la que vive y de la que sólo puede escapar aceptando la muerte o retirándose a la soledad, como en el caso de Gertrud, la protagonista femenina de la película homónima de Dreyer.
La condena a la intolerancia, la superstición y la insensibilidad humana es explícita, pero es en el profundo juego psicológico lleno de ambigüedades que esta película sorprende continuamente al espectador.

## Estreno
La película se estrenó en el World Cinema de Copenhague el 13 de noviembre de 1943. Dreyer siempre negó que la película fuera análoga a la persecución de los judíos. Sin embargo, siguiendo el consejo de muchos de sus amigos, abandonó Dinamarca con el pretexto de vender la película en mercados extranjeros y pasó el resto de la guerra en Suecia.
La película se estrenó en los Estados Unidos en abril de 1948. En la Región 1, The Criterion Collection lanzó la película en DVD en 2001, en una caja con Dreyer's Ordet (1955) y Gertrud (1964).

## Recepción
En su estreno en Copenhague, recibió malas críticas y no tuvo éxito financiero, y muchos daneses se quejaron de la lentitud de la película. Más tarde ganó una mejor reputación crítica después de la Segunda Guerra Mundial. Muchos daneses vieron un paralelismo entre la quema de brujas y la persecución de los judíos durante la ocupación nazi, que había comenzado el 29 de agosto. Si bien Dreyer negó que la película fuera sobre los nazis, durante la guerra resonó con el movimiento de resistencia danés.
La película también recibió críticas negativas en los Estados Unidos en 1948. Variety escribió que "la imagen es extremadamente tediosa" y que su "principal problema radica en el ritmo lento. Y la historia pesada, sin la menor señal de alivio comediante". Bosley Crowther de The New York Times calificó la película de "lenta y monótona" a pesar de tener "fuerza intelectual".
La película recibió, sin embargo, elogios inmediatos de algunos críticos. The New Yorker la calificó como "una de las mejores [películas] jamás realizadas". A. Bertrand Channon calificó la película como una "obra maestra" que será "discutida mucho después de que Greer Garson, Bette Davis e Ida Lupino se hayan unido a la compañía de Ruth Chatterton, Norma Talmadge y Norma Shearer ". La revista Life la calificó como "una de las películas más notables de los últimos años" y señaló que una campaña de un grupo de críticos llevó a que la película se mostrara nuevamente cuatro meses después, en agosto de 1948. 
Años después de su lanzamiento, el crítico de cine Robin Wood lo llamó "el trabajo más rico de Dreyer... porque expresa más plenamente las ambigüedades inherentes a su visión del mundo". Jean Semolue dijo que "el interés en las películas de Dreyer no reside en la representación de los acontecimientos, ni en los personajes predeterminados, sino en la representación de los cambios que los acontecimientos provocan en los personajes.
El crítico Jonathan Rosenbaum escribió que "Day of Wrath puede ser la mejor película jamás realizada sobre la vida bajo un régimen totalitario"  y creía que fue una influencia en la obra Las brujas de Salem de Arthur Miller. A menudo se cita en Dinamarca como la mejor película danesa. Actualmente, la película tiene un índice de aprobación del 100 % en Rotten Tomatoes según 25 reseñas, con un promedio ponderado de 8,68/10. El consenso del sitio dice: "Hermosamente filmado y rico en detalles de época, Day of Wrath se adentra en el pasado para plantear preguntas atemporales que invitan a la reflexión sobre la intolerancia y las costumbres sociales".